# Kazunori Iio
Kazunori Iio (født 23. februar 1982) er en japansk tidligere professionel fodboldspiller.
Han har spillet for flere forskellige klubber i sin karriere, herunder Tokyo Verdy, Kawasaki Frontale, Avispa Fukuoka og Yokohama FC.